# Tuhrina
Tuhrina je obec na Slovensku v okrese Prešov. Žije zde 554 obyvatel.
První písemná zmínka o obci pochází z roku 1397. V roce 1722 Tuhrina vyhořela, v roce 1787 měla 45 domů a 373 obyvatel.
V obci se nachází dva kostely, katolický a evangelický.

## Fotografie

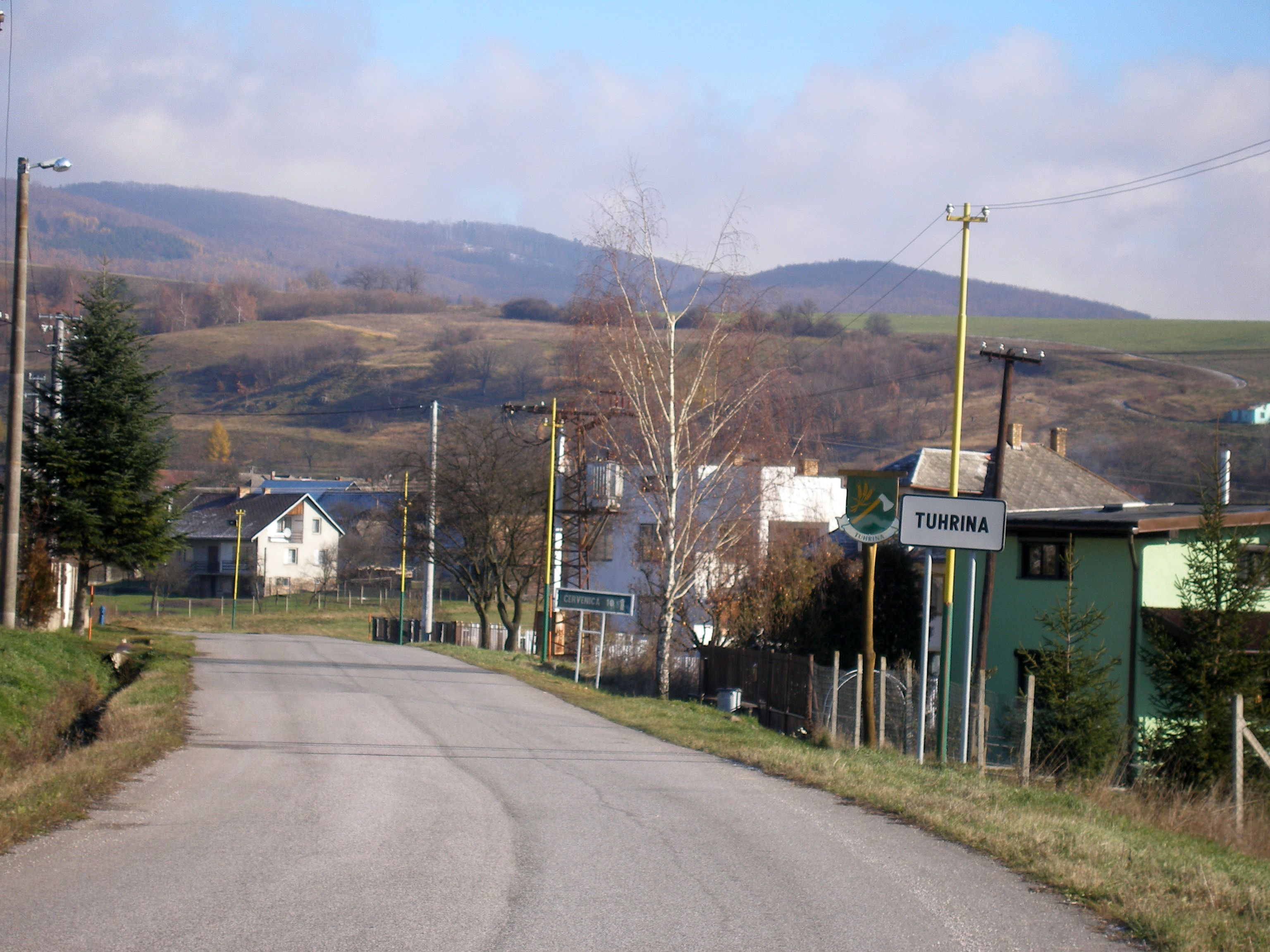
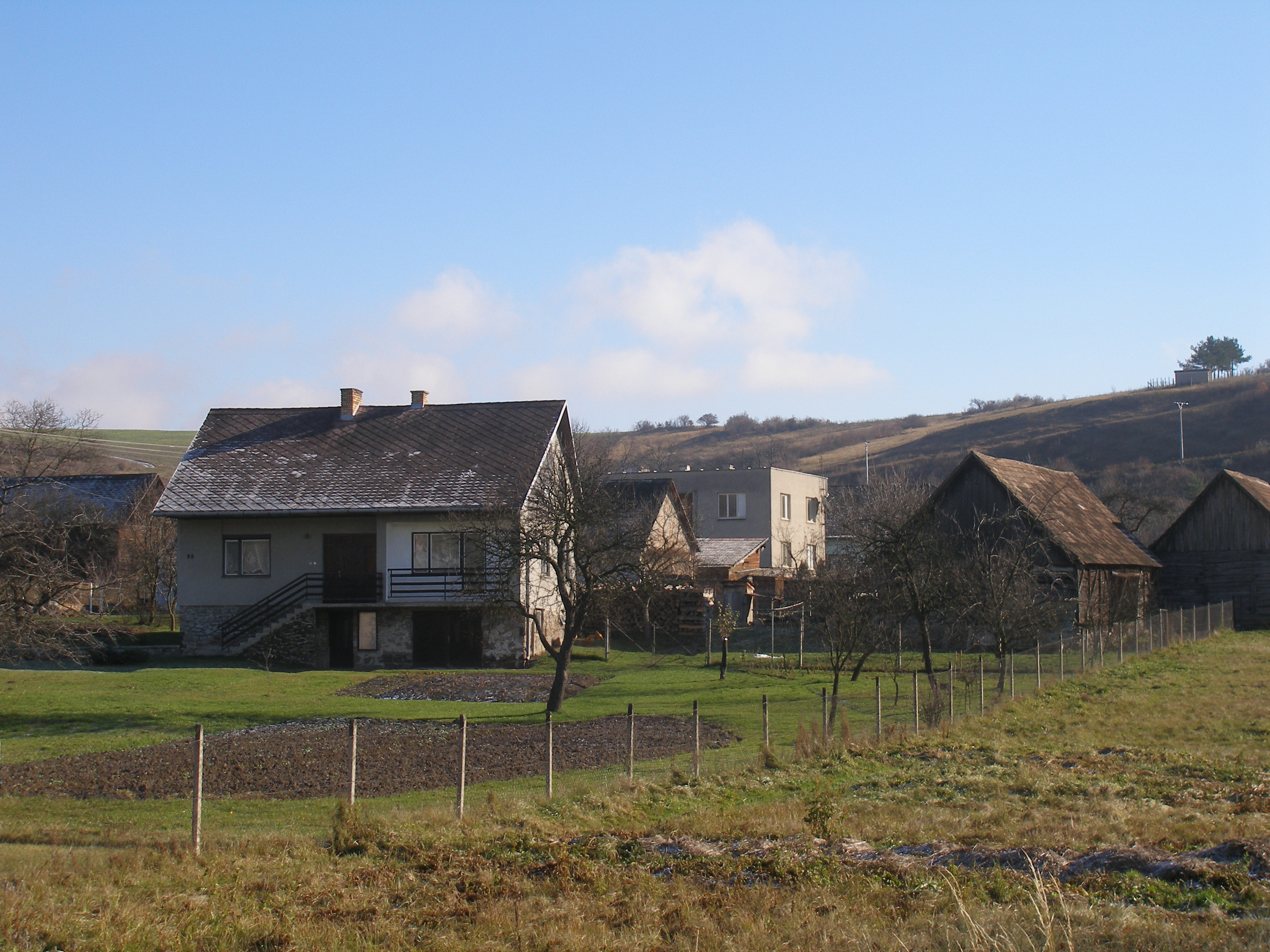
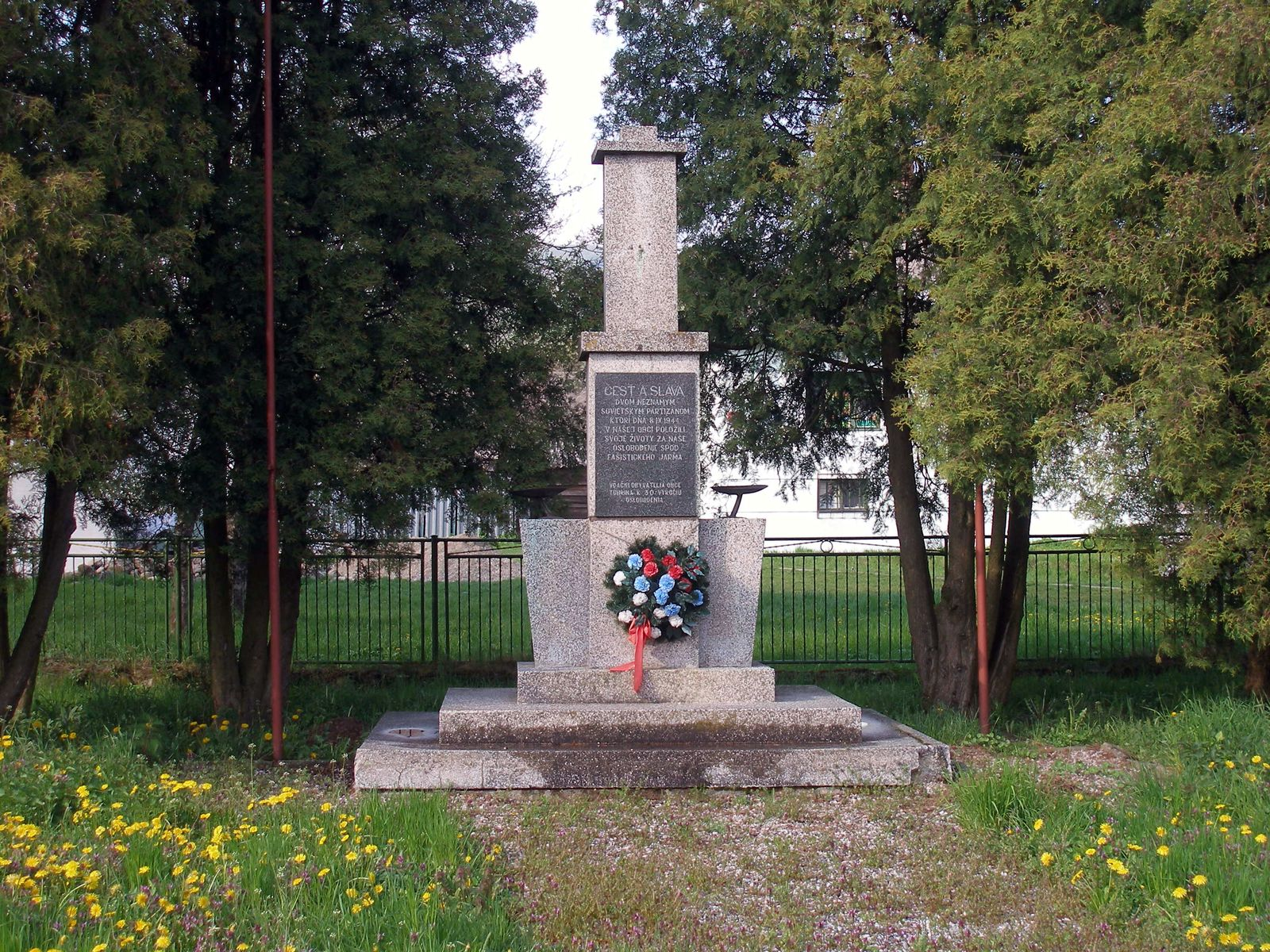
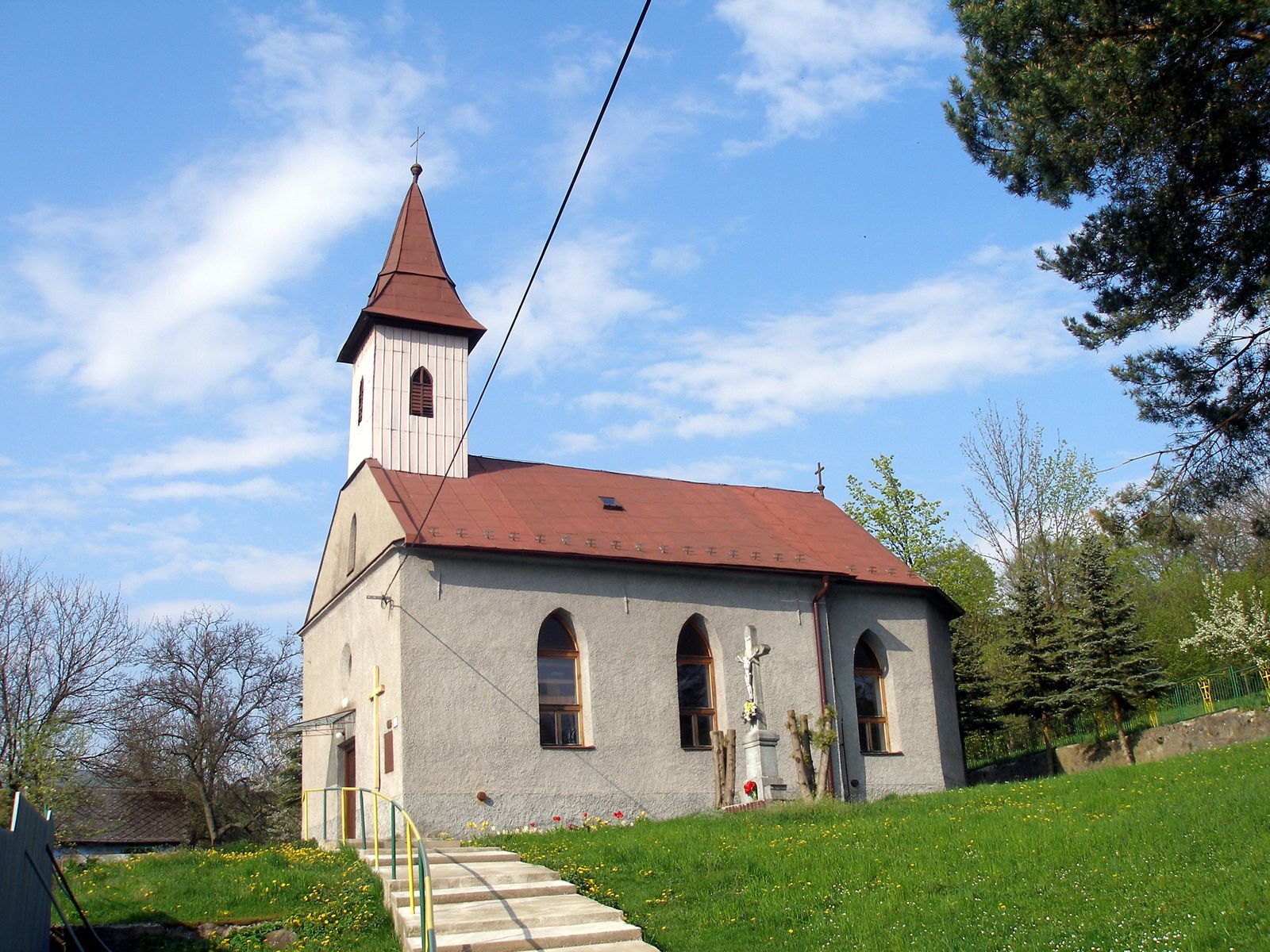
Katolický kostel